# Piper cavendishioides
Piper cavendishioides är en pepparväxtart som beskrevs av Trel. & Yunck.. Piper cavendishioides ingår i släktet Piper och familjen pepparväxter. Inga underarter finns listade i Catalogue of Life.